# Jarocin (gemeente in powiat Niżański)
De gemeente Jarocin is een landgemeente in het Poolse woiwodschap Subkarpaten, in powiat Niżański.
De zetel van de gemeente is in Jarocin.
Op 30 juni 2005, telde de gemeente 5510 inwoners.

## Oppervlakte gegevens
In 2002 bedroeg de totale oppervlakte van gemeente Jarocin 90,43 km², waarvan:
- agrarisch gebied: 55%
- bossen: 40%

De gemeente beslaat 11,51% van de totale oppervlakte van de powiat.

## Demografie
Stand op 30 juni 2004:
| Omschrijving                   | Totaal | Totaal | Vrouwen | Vrouwen | Mannen | Mannen |
| ------------------------------ | ------ | ------ | ------- | ------- | ------ | ------ |
| eenheid                        | aantal | %      | aantal  | %       | aantal | %      |
| inwoners                       | 5361   | 100    | 2677    | 49,9    | 2684   | 50,1   |
| bevolkingsdichtheid (inw./km²) | 59,3   | 59,3   | 29,6    | 29,6    | 29,7   | 29,7   |

In 2002 bedroeg het gemiddelde inkomen per inwoner 1282,09 zł.

## Administratieve plaatsen (sołectwo)
Domostawa, Golce, Jarocin, Katy, Kutyły, Majdan Golczański, Mostki, Szyperki, Szwedy, Ździary.

## Aangrenzende gemeenten
Harasiuki, Janów Lubelski, Pysznica, Ulanów